# I Liceum Ogólnokształcące im. Komisji Edukacji Narodowej w Sanoku
I Liceum Ogólnokształcące im. Komisji Edukacji Narodowej w Sanoku – placówka oświatowa w województwie podkarpackim.

## Historia
Liceum kontynuuje tradycje Gimnazjum i Liceum im. Królowej Zofii w Sanoku, które zostało przeniesione do nowej siedziby na skutek trudności lokalowych (w budynku przy ul. Sobieskiego pozostała wówczas Szkoła Podstawowa nr 4, potem istniało Gimnazjum nr 2, którego nazwę zmieniono na Szkoła Podstawowa nr 8). Zabudowania szkoły zlokalizowano na terenie stanowiącym fragment dawnego gospodarstwa rolnego, należącego do oo. franciszkanów w Sanoku, które zostało odebrane zakonnikom przez władze PRL. We wrześniu 1972 został wmurowany akt erekcyjny pod mury nowego budynku przy ulicy Zagrody, czego dokonał ówczesny minister oświaty i wychowania Jerzy Kuberski, zaś budowę wykonywało Sanockie Przedsiębiorstwo Budowlane. Budowa trwała 11 miesięcy. Szkoła została wzniesiona w ramach ogólnokrajowego programu budowy szkół Pomników Tysiąclecia Państwa Polskiego. 3 września 1973 nastąpiło uroczyste przekazanie gmachu nowej szkoły dla I Liceum Ogólnokształcącego w Sanoku. Jednocześnie został zatwierdzony przez władze oświatowe patronat szkoły, której nadano mu imię Komisji Edukacji Narodowej. Prace wykończeniowe przy gmachu szkoły trwały do 1976, wówczas zbudowano boisko szkolne. W tym czasie powstał hymn I Liceum, stworzony przez nauczyciela Stefana Olberta. Od 1974 w ramach szkoły było wydawane pismo „Nasza Buda”.
W 1980 szkoła była gospodarzem obchodów jubileuszu 100-lecia powstania szkoły, podczas których miał miejsce trzeci zjazd absolwentów historycznego gimnazjum pod nazwą „Zjazd Koleżeński profesorów i wychowanków z okazji 100-lecia Gimnazjum oraz I Liceum Ogólnokształcącego w Sanoku” (z tej okazji wydano Księgę Pamiątkową). Centralne uroczystości w postaci zjazdu koleżeńskiego absolwentów na 100-lecie gimnazjum odbyły się w dniach 30 maja-1 czerwca 1980. Łącznie w obchodach uczestniczyło 2 tys. absolwentów, a wśród nich m.in. najstarsi absolwenci z roku szkolnego 1908/1909: 91-letni Antoni Bargiel i Marian Kernig. Patronat nad zjazdem objęła Sanocka Fabryka Autobusów. Podczas uroczystości odbył się apel poległych ku czci wychowanków-ofiar wojen i zbrodni wojennych.
Na inaugurację roku szkolnego 1988/1989 zawarto umowę, na mocy której patronat nad I LO objęła Wojskowa Komenda Uzupełnień w Sanoku, której komendantem był wówczas płk Stanisław Osika.
W latach 90. w budynku I LO funkcjonował sanocki oddział Zjednoczenia Chrześcijańsko-Narodowego.
W dniach 1-3 lipca 2005 miał miejsce czwarty zjazd absolwentów z okazji 125-lecia powstania szkoły. Przewodniczącym Komitetu Organizacyjnego był Waldemar Szybiak, a w Komitecie Honorowym zasiedli m.in. prof. Zbigniew Jara, Marian Pankowski, Zdzisław Peszkowski i Jan Skoczyński. Uroczystą mszę św, koncelebrowali księża-absolwenci gimnazjum, pod przewodnictwem jednego z nich, ks. Zdzisława Peszkowskiego. W zjeździe wzięło udział ok. 1500 absolwentów.
Od 2004 do 2008 istniało formalnie Stowarzyszenie Absolwentów i Sympatyków I Liceum Ogólnokształcącego im. Komisji Edukacji Narodowej w Sanoku.

## Upamiętnienia
- Tuż po otwarciu liceum we wrześniu 1973 stworzono w jednym z pomieszczeń szkoły stałej miejsko-gminnej izby pamięci, gdzie gromadzono pamiątki i eksponaty upamiętniające wydarzenia z II wojny światowej[23].

Tablice pamiątkowe
- Tablica poświęcona poległym i pomordowanym absolwentom gimnazjum[24]. Odsłonięta w pierwotnej siedzibie gimnazjum przy ul. Sobieskiego 21 czerwca 1958 roku z okazji obchodów „Jubileuszowego Zjazdu Koleżeńskiego b. Wychowanków Gimnazjum Męskiego w Sanoku w 70-lecie pierwszej Matury”, dokonała tego prof. Stefania Strzelbicka-Skwarczyńska. Projekt wykonał Kazimierz Florek. Upamiętniała ofiary I i II wojny światowej, wojny polsko-bolszewickiej 1918-1920, eksterminacji nazistowskiej i sowieckiej. Na głównej tablicy umieszczono inskrypcję: „Mortui sunt  – ut in libertate vivamus (pol. Polegli, abyśmy żyli w wolności). Wychowawcom i wychowankom Gimnazjum Męskiego w Sanoku, bohaterom i męczennikom, którzy w czas obu wojen światowych, na polach walk, w więzieniach, obozach koncentracyjnych i miejscach straceń na ziemi polskiej i obcej życie dla ojczyzny oddali. Jubileuszowy Zjazd Wychowanków 1888-1958.”[25]. Dwie kartonowe tablice, zawierające ponad 200 nazwisk ofiar[26], zostały zastąpione podczas uroczystości 11 czerwca 1969  tablicami spiżowymi (komitetowi przewodził Jan Bezucha)[27]. Po przeniesieniu siedziby liceum do gmachu przy ul. Zagrody, tablicy została umieszczony w tym budynku pod koniec sierpnia 1973 w holu na I piętrze[5][28][29]. Treść na tablicach zawierała nazwiska 24 ofiar zbrodni katyńskiej. Podczas inauguracji roku szkolnego 3 września 1973 minister oświaty i wychowania Jerzy Kuberski obejrzał inskrypcje na tablicach, po czym na dyrektorze I LO Tomaszu Blecharczyku wywierano presję, ażeby usunął tablice (czyniła to m.in. działaczka miejskich władz PZPR Helena Grabowska)[5]. Ostatecznie pod koniec sierpnia 1976 w obawie o stanowisko dyr. Blecharczyk zlecił zdjęcie tablic, na których dokonano zmian (1: dotychczasowy wpis Rozstrzelani przez Niemców a) na ziemiach polskich (...) b) w Katyniu zmieniono w ten sposób, że usunięto treść w podpunktach a) i b), a dotychczasowe wpisy Zmarli na terenie Z.S.R.R. i Zmarli w Egipcie zastąpiono wpisem Zmarli poza granicami kraju[5]. Tablice ponownie zainstalowano na ścianie i w takim stanie tablice przetrwały do najmniej do 1989[5][30]. Według innego źródła tablica z nazwiskami poległych wychowanków została odsłonięta w I LO w dniu 30 maja 1980[31]. W 1990 tablica miała zostać przywrócona.
- Tablica dla uczczenia obchodów 100-lecia gimnazjum z inskrypcją: „1380-1980 w 600-letnią rocznicę szkolnictwa w Sanoku. 1880-1980 w 100-lecie Gimnazjum i I liceum w Sanoku. Komitet Zjazdu Wychowanków”[32].
- Tablica upamiętniająca Komisję Edukacji Narodowej z 1973 roku. Inskrypcja głosi: „1773-1973. ...Niech edukacja nasza usposabia młódź Polaków do służenia Ojczyźnie... - Hugo Kołłąta. W 200 rocznicę powstania Komisji Edukacji Narodowej oddano przyszłym budowniczym Polski Ludowej budynek szkolny jako kuźnię wiedzy i patriotyzmu. Sanok 1973”[33]. Tablica najprawdopodobniej nie istnieje.
- Tablica pamiątkowa umieszczona w płaskorzeźbie Orła o treści: „W 125 rocznicę powstania Gimnazjum Męskiego im. Królowej Zofii, którego godnym kontynuatorem jest I Liceum Ogólnokształcące im. Komisji Edukacji Narodowej. Wychowawcom, Nauczycielom i Absolwentom w dowód szacunku za lata pracy i poświęcenia na rzecz Ojczyzny tablicę tę ufundowali Samorząd Ziemi Sanockiej, Społeczność Szkolna I LO im KEN. Sanok 1. lipca 2005r.”
- Tablica pamiątkowa poświęcona Kazimierzowi Świtalskiemu odsłonięta 18 kwietnia 2016[34].

## Dyrektorzy
- Tomasz Blecharczyk (1971–1976)
- Helena Grabowska (1976–1980)
- Tomasz Blecharczyk (1980–1986)
- Kazimierz Serbin (1986–2004)
- Robert Rybka (obecnie)

## Nauczyciele
- Zofia Bandurka (język niemiecki oraz bibliotekarka)
- Tomasz Blecharczyk (geografia)
- Helena Grabowska (chemia)
- Krzysztof Kaczmarski (historia)[35]
- Wanda Kubrakiewicz (język łaciński)
- Jan Łuczyński (historia)
- Andrzej Olejko (historia)
- ks. Krzysztof Pacześniak (katecheza)[36][37]
- Józef Pohorski (do 1974)[38]
- Jadwiga Sarama (język rosyjski, język niemiecki)
- Julian Tarnawa (geografia)
- Marian Leszczyński (wychowanie fizyczne)[39]

(Na podstawie materiałów źródłowych)

## Absolwenci i uczniowie
- Waldemar Bałda – dziennikarz, reportażysta, publicysta, prozaik (1981)
- Tomasz Beksiński – dziennikarz, tłumacz (1977)
- Lubomir Bodnar – onkolog, wykładowca akademicki (1988)
- Beata Buczek-Żarnecka – aktorka (1985)
- Zyta Bury (obecnie Zyta Bętkowska) – nauczycielka, poetka (1985)
- Wojciech Blecharczyk – biolog, polityk, od 2002 burmistrz Sanoka (1981)
- Tomasz Chomiszczak – romanista, literaturoznawca (1983)
- Małgorzata Chomycz-Śmigielska – polityk, wojewoda podkarpacki (1997)
- Roksana Chowaniec – archeolog (1994)
- Grzegorz Gajewski – pracownik telewizyjny, reżyser, scenarzysta i producent filmowy (1977)
- Bartosz Głowacki – akordeonista (2011)
- Krzysztof Kaczmarski – historyk Instytutu Pamięci Narodowej (1984)
- Magdalena Kaliniak – dziennikarka, prezenterka telewizyjna (2003)[42]
- Marian Kawa – polityk, samorządowiec, poseł na Sejm IV kadencji (1974)
- Agata Kielar-Długosz – flecistka (1998)
- Beata Mazur (obecnie Beata Wolańska) – dziennikarka telewizyjna TVP3 Rzeszów (1985)
- Jacek Mączka – poeta, literaturoznawca (1984)
- Mirosława Mielnik (obecnie Mirosława El Fray) – profesor nauk technicznych (1984)
- Sławomir Miklicz – prawnik, samorządowiec (1994)
- Andrzej Olejko – historyk (1982)
- Maciej Patronik – aktor, reżyser, producent filmów dokumentalnych (1980)
- Szymon Pawłowski – polityk (1997)
- Andrzej Romaniak – historyk (1984)
- Marek Solecki – dziennikarz Radia Kraków, komentator sportowy (1980)[43]
- Rafał Szałajko – aktor (1993)
- Bogdan Szumilas – aktor niezawodowy i producent filmowy (1975)
- Waldemar Szybiak – dyrektor SDK w Sanoku, działacz kulturalny (1983)
- Michał Walczak – reżyser i scenarzysta teatralny (1998)
- Dominik Wania – muzyk (2000)
- Katarzyna Bachleda-Curuś – łyżwiarka szybka, olimpijka (1999)
- Ewa Chodakowska-Kavoukis – trener personalny, wydawca

(Opracowano na podstawie zbiorczej listy absolwentów na stronie I LO im. KEN w Sanoku)

## Odznaczenia
- Medal Komisji Edukacji Narodowej (28 lutego 1974, za udział w konkursie na najlepszą Izbę Pamięci Narodowej zorganizowanym przez ministra oświaty i wychowania w 1973)[29][45].
- „Jubileuszowy Adres” (1984)[46].

## Wydarzenia
- Festiwal Kultury Niemieckiej „Deutschtag”
- Międzyszkolny Konkurs „Deutsche Landeskunde”
- Konkurs międzyszkolny „Kennst du die deutsche Sprache”